# Maria Constantinescu
Maria Constantinescu (* 5. Juli 1956) ist eine ehemalige rumänische Ruderin. 
Die 1,79 m große Maria Constantinescu rückte 1980 in den rumänischen Achter. 1980 nahmen bei den Olympischen Spielen in Moskau nur sechs Frauenachter teil, von denen fünf das Finale bestritten. Der rumänische Achter mit Angelica Aposteanu, Marlena Zagoni, Rodica Frîntu, Florica Bucur, Rodica Puscatu, Ana Iliuță, Maria Constantinescu, Elena Bondar und Steuerfrau Elena Dobrițoiu gewann die Bronzemedaille hinter den Booten aus der DDR und der UdSSR.